# Marko Alerić
Marko Alerić (ur. 20 czerwca 1970 w Zagrzebiu) – chorwacki kroatysta oraz popularyzator standardowego języka chorwackiego.

## Życiorys
W 1995 roku ukończył studia kroatystyczne na Wydziale Filozoficznym Uniwersytetu Zagrzebskiego. W 2001 roku uzyskał magisterium z kroatystyki, a w 2009 roku doktorat. W 2017 roku objął na tejże uczelni stanowisko profesora nadzwyczajnego; od 2024 roku profesor zwyzczajny.
Autor prac naukowych z zakresu językoznawstwa i metodyki nauczania języka chorwackiego oraz współautor podręczników szkolnych. Uczestniczył w konferencjach naukowych w Chorwacji i za granicą; prowadził też wykłady publiczne. Współpracownik audycji radiowej Hrvatski naš svagdašnji.
Członek Chorwackiego Towarzystwa Filologicznego i Maticy hrvatskiej.

## Wybrana twórczość
- Hrvatski u upotrebi (współautorstwo, 2013)